# J. Baillot
J. Baillot (ur. w 1899, zm. ?) – francuski zapaśnik walczący w stylu wolnym. Olimpijczyk z Paryża 1924, gdzie zajął jedenaste miejsce w wadze lekkociężkiej.

## Letnie Igrzyska Olimpijskie 1924
| Konkurencja      | Rundy eliminacyjne    | Klas. końcowa |
| Konkurencja      | 1/8                   | Miejsce       |
| ---------------- | --------------------- | ------------- |
| 87 kg styl wolny | George Rumpel (CAN) P | 11.           |